# 노미 아쓰시
노미 아쓰시(일본어: 能見 篤史, 1979년 5월 28일 ~ )는 전 일본의 프로 야구 선수(투수)이다.

## 인물

### 프로 입단 전
효고현 이즈시 군 이즈시 정(현재의 도요오카시) 출신으로 돗토리조호쿠 고등학교 보통과 체육 코스를 다니면서 2학년 때 하계 돗토리 대회(전국 고등학교 야구 선수권 돗토리 대회)에서 준우승했다. 그 후 추계 현 대회(추계 돗토리 현 고등학교 야구 대회)에서 우승했고 추계 주고쿠 지구 대회(주고쿠 지구 고등학교 야구 대회)에서도 4강까지 올랐지만 이듬해 봄에 열린 제69회 선발 고등학교 야구 대회에는 발탁되지 못했다. 3학년 때는 춘계 현 대회(춘계 돗토리 현 고등학교 야구 대회)에서 노히트 노런을 달성했고 여름에는 2차전 상대인 돗토리니시 고등학교에게 패했다. 고교 시절에는 가와구치 도모야, 이가와 게이와 함께 ‘고교생 좌완 3인방’이라고 불렸다.
고교 졸업 후 오사카 가스에 입사해서 야구부에 소속돼 있었으나 잦은 부상 탓에 열렬한 오사카 가스의 팬들조차 노미의 모습을 거의 볼 수 없어서 ‘환상의 투수’라는 소리까지 나왔다. 입사 5년째인 2003년부터 조금씩 등판수를 늘려가다가 그 해 11월에 열린 사회인 야구 일본 선수권 대회에서는 좋은 성적을 남겼고 결승전에서 닛산 자동차와 맞대결을 펼쳤지만 연장 11회에 이토 유키에게 끝내기 적시타를 허용하는 바람에 준우승에 머물렀다. 2004년에는 훗날 프로에서 팀 동료가 되는 와타나베 료, 구보 야스토모 등과 함께 제22회 할렘 베이스볼 위크 일본 대표팀 선수로 발탁되었고 그 후 일본 선수권에서는 노무라 가쓰야 감독이 이끄는 시닥스전에서 노마구치 다카히코와 투수전을 펼친 끝에 팀 승리를 이끌었다. JFE 서일본과의 결승전에서는 팀의 3번째 투수로서 구원 등판했지만 연장 15회에 결승 솔로 홈런을 맞아 2년 연속 준우승에만 머물러야 했다. 2004년 가을에 열린 프로 야구 드래프트에서는 한신 타이거스에 자유 획득 범위로서 입단했다.

### 프로 입단 후

#### 2005년 ~ 2006년
2005년에는 즉시 전력의 기대대로 시즌 개막을 1군에서 맞이할 수 있었지만 여름에 들어서면서 부진에 시달려 2군에 내려갔다. 그 후 1군에 다시 올라왔지만 시즌 평균 자책점은 5점 대에 머물렀다. 2군에서는 10경기에서 38이닝을 던져 탈삼진 41개, 피안타 22개, 볼넷 15개, WHIP 0.97, 평균 자책점 1.42를 기록했다. 이듬해 2006년에는 개막 이후부터 교류전까지 무릎 수술로 전력에서 제외된 제프 윌리엄스를 대신해 좌완 중간 계투로서 기용되었다. 개막 10경기 중 팀은 4패를 기록했지만 그 중 3패는 노미의 구원 실패에 따른 패전이었다는 진기록도 나왔다. 윌리엄스가 복귀하면서 2군으로 내려가 2군에서도 6경기에 등판했지만 평균 자책점 3.60을 기록하는 등 뚜렷한 활약을 보여주지 못했다. 시즌 종료 후에는 하와이 윈터 리그에 파견되어 충분한 성적을 남겼다.

#### 2007년
이가와의 메이저 리그 이적으로 생긴 구멍을 메워줄 것으로 기대돼 선발 로테이션 투수로 출발했지만 4월이 끝나기까지 5경기에서 1승 3패라는 만족할 만한 결과를 내지 못하고 중간 계투로 배치 전환되었다. 그러나 중간 계투로 뛰면서도 등판할 때마다 거의 매번 안타를 허용하는 등 불안정한 투구가 계속돼 5월 27일 지바 롯데 마린스전에서 1이닝 5실점이라는 초라한 성적을 낸 것을 계기로 다시 2군에 내려갔다. 이 경기에서는 후쿠우라 가즈야에게 팀으로서는 3개째의 몸에 맞는 볼을 주었는데 그 뒤 지바 롯데의 후지타 소이치가 가네모토 도모아키에게 몸에 맞는 볼을 던진 것이 그에 대한 보복으로 간주되는 바람에 벤치 클리어링이 발생했다. 소동을 일으킨 사실도 겹쳐 기술적으로나 정신적으로나 자신의 미숙함을 통감하고 한동안은 다시 일어서지 못했다.
그 후, 8월 중순에 선발 로테이션으로 1군에 복귀하여 4경기에서 한 차례의 완투를 비롯해 3승을 올리는 호투를 선보였지만 9월 11일에 4회 도중 7실점을 내주며 강판된 이후에는 두 차례 선발 등판해서도 5회까지 공을 던지지 못한 채로 시즌을 마감했다. 2군에서는 7경기에 등판해 팀의 최고 기록과 타이 기록에 해당되는 리그 2위인 6승을 기록하여 평균 자책점 2.51, 43이닝에 37개의 탈삼진을 기록, 피안타 35개, 볼넷 15개에 WHIP 1.12로 안정된 투구 내용을 보여주었다.

#### 2008년
중간 계투로 시작했지만 5월 7일의 요미우리 자이언츠전에서 알렉스 라미레스에게 홈런성 타구(맨 앞줄에 있던 관객이 타구를 손으로 막아 심판진의 협의 하에 결국 2루타가 되었다)를 맞는 등 성적은 오르지 못하고 11경기에 등판하여 프로 데뷔 후 처음으로 단 한 번도 승리를 기록하지 못하는 암울한 시즌을 보냈다. 2군에서는 29경기에 등판해 5승(리그 6위), 11세이브(리그 2위이자 팀내 1위), 52개의 탈삼진(리그 5위)에 평균 자책점 0.83, WHIP도 0.90을 기록, 피안타나 볼넷 면에서도 상당한 향상을 보였다.

#### 2009년
같은 좌완 투수인 이와타 미노루 등 투수진에 부상자가 나온 영향으로 개막 이후부터 선발 로테이션에 들어갔다. 6월까지는 타선의 지원을 받지 못해 승리보다는 패전 투수가 되는 경우가 많았고 7월 4일의 도쿄 야쿠르트 스왈로스전에서는 5회 도중 4실점을 기록하여 패전 투수가 되어 그 후 3경기는 구원으로 등판하게 되었다. 7월 19일의 요미우리전에서는 다시 선발로 나서 9이닝 동안 2피안타 무실점, 12개의 탈삼진으로 승리 투수가 된 이후에 등판한 11경기에서 모두 선발로 나와 9승 2패의 안정적인 투구를 계속해 프로 데뷔 이후 최초로 규정 투구 이닝에 도달, 리그 9위인 총 165이닝을 던졌다. 그 외에도 평균 자책점 2.62(리그 4위)에 13승, 154개의 탈삼진(리그 2위) 등 모두 팀내 최고 성적을 기록했다. 그 해 요미우리전에서 우쓰미 데쓰야를 상대로 4경기 연속으로 승리했고, 히로시마 도요 카프를 상대로 7경기에 등판하여 4승과 평균 자책점 1.45를 기록하는 등의 선전을 보였다.

#### 2010년
5월 2일의 요미우리전에서 주루 도중에 왼발을 다쳐 경기 도중 교체되었는데 오른발 설상골이 박리 골절되었다는 진단을 받아 등록이 말소되었다. 9월 9일 주니치 드래곤스전에서 복귀, 7이닝 2실점 10개의 탈삼진으로 자신의 부활을 알렸고 그 후 이틀, 그리고 닷새를 쉬고 등판해 9월 18일 한신 고시엔 구장에서 열린 요미우리전에서 7이닝 무실점의 호투를 보여 4월 24일 이래 시즌 첫 승리를 거두었다. 9월 29일의 요미우리전에서는 6이닝 1실점으로 시즌 6승째를 기록함과 동시에 작년 7월부터 계속되는 요미우리를 상대로 7연승을 달성했다. 한신의 투수로서는 1979년 고바야시 시게루가 달성한 8연승 기록에 이은 단독 2위의 기록이다. 이 성적이 높은 평가를 받아 9월에 자신으로서는 처음으로 월간 MVP에 선정되었고 최종적으로는 8승 무패의 성적을 기록했다.

#### 2011년
4월 12일의 히로시마전에서 데뷔 후 처음으로 개막전 선발 투수를 맡아 7이닝 3실점으로 승리 투수가 되었다. 4월 19일의 요미우리전(1차전)에서는 구단 타이 기록인 7타자 연속 삼진을 기록했다. 5월 3일의 요미우리전(4차전)에서는 9이닝을 완투, 3실점으로 승리 투수가 되어 2009년부터 계속되는 정규 시즌의 요미우리를 상대로 한 연승 기록을 구단 1위 타이 기록인 8연승으로 늘렸으나 6월 26일 요미우리전(9차전)에서는 5이닝 3실점으로 패전 투수가 되어 요미우리전에서의 연승 기록은 8연승에서 멈췄다. 또한 이 시즌은 호투하면서도 타선의 지원을 받지 못하는 경기가 많아 승패 수가 비슷한 상황이 후반기까지 이어졌으나 시즌 종반에 가서 승수를 늘리는 등 최종적으로는 12승을 기록했다. 투구 이닝도 자신으로서는 처음으로 200이닝에 도달했다. 탈삼진 부문에서도 히로시마의 마에다 겐타와 치열한 선두 경쟁을 벌였으나 최종적으로는 리그 2위인 186개의 탈삼진을 기록하여 마에다에게는 미치지 못했다.

#### 2012년
3월 30일의 개막전에서 2년 연속으로 개막전 선발 투수를 맡았다. 시즌 초반에는 좋은 기세였으나 시즌 중반에는 특히 자신있어 했던 요미우리를 상대로 3연패를 당하는 등 극심한 부진에 시달렸다. 시즌 후반부터 컨디션을 회복해 9월에는 4경기에서 3승 1패, 평균 자책점 0.55의 성적으로 구단이 선정하는 월간 MVP를 석권할 정도의 활약을 보였고 최종적으로는 2년 연속 두 자릿수 승리를 거뒀다. 최종전에서 첫 회에 등판해 스기우치 도시야와 함께 최다 탈삼진 타이틀을 차지했다. 시즌 종료 후에는 마무리 투수로의 전향에 대한 얘기도 나돌았는데 최종적으로는 구보 야스토모로 결정했고 계약 갱신에서는 2,000만 엔이 늘어난 1억 2,000만 엔으로 서명했다.

#### 2013년
그 해 월드 베이스볼 클래식에 출전한 관계로 개막전을 피했다. 4월에 손톱이 깨지는 부상이 있었지만 5월 6일에 가사하라 쇼키로부터 프로 데뷔 첫 홈런을 때려냈다. 노미는 타격 연습을 자주 하고 있었는데 가네모토 도모아키에 의하면, 이전에 “하나라도 좋으니 홈런을 쳐 보고 싶습니다”라고 말했다고 한다. 본인도 홈런을 날렸던 것에 대해 “야구 인생, 프로로 1개는 치고 싶다고 생각했다”라고 말했다. 또, 이 경기에서는 완투승을 달성하여 투타로서 대활약을 펼쳤다. 와다 유타카 감독도 “오늘 경기는 노미 밖에 없었다. 던지는 것도, 치는 것도 에이스다운 투구를 해 주었다”라고 극찬했다.

##### 2013년 월드 베이스볼 클래식
2013년에는 시즌 개막에 앞서 개최된 월드 베이스볼 클래식에서 팀 동료인 도리타니 다카시(내야수)와 함께 일본 대표팀의 최종 등록 멤버(28명)로 발탁되었다. 도쿄 돔에서 개최된 2라운드에서는 대표 합숙에서부터 좋은 컨디션으로 대만전의 선발로 기용되었다. 2회말까지는 호투했지만 3회말에 갑자기 제구가 흐트러지면서 2사 만루 상황에서 밀어내기 볼넷으로 선제점을 허용했다. 결국 2와 3분의 2이닝, 1자책점을 남기며 교체되었다(경기는 연장 10회말에 4대 3으로 일본이 승리).
그 후 일본 대표팀은 2라운드를 1위로 올라서여 3연속으로 결승 라운드에 진출했다. 노미는 결승 라운드, 준결승전인 푸에르토리코전(샌프란시스코 AT&T 파크)에 있어서 1점 뒤지고 있는 상황에서 6회초에서 두 번째 투수로 등판했다. 그러나 7회초 무사 1루 상황에서 알렉스 리오스에게 2점 홈런을 허용하고 강판돼(1과 3분의 0이닝, 2자책점) 일본 대표팀도 1대 3으로 패했다.

## 플레이 스타일
스리쿼터의 와인드업 투구법에서 던지는 평균 구속 140 km/h, 최고 속도 151 km/h의 속구, 슬라이더, 포크볼을 축으로 슈트, 체인지업을 섞어 통산 탈삼진률이 8.18을 나타낼 정도로 탈삼진이 많다. 2008년까지는 힘에 의존하는 폼으로 던지고 있었지만 2009년부터는 제대로 어깨를 돌리는 것을 의식한 타자의 타이밍을 빼앗은 폼으로 변경하였다.

## 상세 정보

### 출신 학교
- 돗토리조호쿠 고등학교

### 선수 경력
사회인 시대
- 오사카 가스

프로팀 경력
- 한신 타이거스(2005년 ~ 2020년)
- 오릭스 버펄로스(2021년 ~ 2022년)

국가 대표 경력
- 2013년 월드 베이스볼 클래식 일본 국가대표팀

### 수상·타이틀 경력

#### 타이틀
- 최다 탈삼진 : 1회(2012년)

#### 수상
- 월간 MVP : 4회(2010년 9월, 2011년 10월, 2013년 5월, 2013년 6월)
- JA 전농 Go·Go상 : 1회(최다 탈삼진상 : 2009년 5월)
- 올스타전 감투 선수상 : 1회(2012년 제1차전)
- 센트럴·퍼시픽 교류전 우수 선수상 : 1회(2013년)

### 개인 기록

#### 투수 기록
- 첫 등판·첫 선발 : 2005년 4월 3일, 대 야쿠르트 스왈로스 3차전(오사카 돔), 4이닝 5실점
- 첫 탈삼진 : 상동, 1회초에 아오키 노리치카로부터
- 첫 승리·첫 선발 승리 : 2005년 4월 24일, 대 요코하마 베이스타스 6차전(요코하마 스타디움), 5와 2/3이닝 2실점
- 첫 완투 승리 : 2005년 5월 8일, 대 홋카이도 닛폰햄 파이터스 3차전(삿포로 돔), 9이닝 1실점
- 첫 홀드 : 2005년 10월 1일, 대 야쿠르트 스왈로스 21차전(메이지 진구 야구장)
- 첫 완봉 승리 : 2007년 8월 18일, 대 히로시마 도요 카프 16차전(교세라 돔 오사카)

#### 타격 기록
- 첫 타점 : 2005년 9월 24일, 대 히로시마 도요 카프 21차전(히로시마 시민 구장), 6회초에 사타케 겐타로부터 2루 땅볼 사이에 기록
- 첫 안타 : 2009년 4월 4일, 대 도쿄 야쿠르트 스왈로스 2차전(교세라 돔 오사카), 3회말에 요시노리로부터 좌전 안타
- 첫 홈런 : 2013년 5월 6일, 대 요미우리 자이언츠 7차전(도쿄 돔), 6회초에 가사하라 쇼키로부터 우월 솔로 홈런

#### 기타
- 올스타전 출장 : 2회(2012년, 2013년)

### 등번호
- 14(2005년 ~ 2020년)
- 26(2021년 ~ 2022년)

### 연도별 투수 성적
| 연 도      | 소 속      | 등 판 | 선 발 | 완 투 | 완 봉 | 무 4 구 | 승 리 | 패 전 | 세 이 브 | 홀 드 | 승 률 | 타 자 | 이 닝 | 피 안 타 | 피 홈 런 | 볼 넷 | 고 4 | 몸 맞 | 탈 삼 진 | 폭 투 | 보 크 | 실 점 | 자 책 점 | 평 자 책 | W H I P |
| ---------- | ---------- | ----- | ----- | ----- | ----- | ------- | ----- | ----- | -------- | ----- | ----- | ----- | ----- | -------- | -------- | ----- | ---- | ----- | -------- | ----- | ----- | ----- | -------- | -------- | ------- |
| 2005년     | 한신       | 16    | 12    | 1     | 0     | 0       | 4     | 1     | 0        | 1     | .800  | 293   | 64.2  | 78       | 10       | 27    | 0    | 1     | 64       | 3     | 0     | 40    | 40       | 5.57     | 1.62    |
| 2006년     | 한신       | 38    | 2     | 0     | 0     | 0       | 2     | 4     | 0        | 8     | .333  | 210   | 47.0  | 49       | 4        | 16    | 0    | 3     | 46       | 2     | 0     | 27    | 26       | 4.98     | 1.38    |
| 2007년     | 한신       | 23    | 13    | 1     | 1     | 1       | 4     | 4     | 0        | 2     | .500  | 330   | 74.0  | 79       | 7        | 30    | 1    | 4     | 51       | 2     | 0     | 39    | 36       | 4.38     | 1.47    |
| 2008년     | 한신       | 11    | 1     | 0     | 0     | 0       | 0     | 0     | 0        | 0     | ----  | 54    | 11.1  | 15       | 1        | 6     | 0    | 0     | 10       | 1     | 0     | 6     | 6        | 4.76     | 1.85    |
| 2009년     | 한신       | 28    | 25    | 1     | 1     | 0       | 13    | 9     | 0        | 0     | .591  | 675   | 165.0 | 142      | 11       | 44    | 1    | 5     | 154      | 3     | 1     | 61    | 48       | 2.62     | 1.13    |
| 2010년     | 한신       | 12    | 10    | 0     | 0     | 0       | 8     | 0     | 0        | 0     | 1.000 | 267   | 62.1  | 63       | 3        | 13    | 2    | 5     | 57       | 2     | 0     | 23    | 18       | 2.60     | 1.27    |
| 2011년     | 한신       | 29    | 28    | 5     | 1     | 1       | 12    | 9     | 0        | 1     | .571  | 799   | 200.1 | 151      | 8        | 55    | 5    | 6     | 186      | 3     | 0     | 59    | 56       | 2.52     | 1.03    |
| 2012년     | 한신       | 29    | 27    | 3     | 2     | 1       | 10    | 10    | 0        | 0     | .500  | 737   | 182.0 | 157      | 14       | 37    | 2    | 3     | 172      | 5     | 0     | 61    | 49       | 2.42     | 1.07    |
| 통산 : 8년 | 통산 : 8년 | 186   | 108   | 11    | 5     | 3       | 53    | 37    | 0        | 12    | .589  | 3365  | 806.2 | 734      | 58       | 228   | 11   | 27    | 740      | 21    | 1     | 316   | 279      | 3.11     | 1.19    |

- 2012년 기준, 굵은 글씨는 시즌 최고 성적.